# いのちの森 voice of forest
『いのちの森 Voice of Forest』（いのちのもり ヴォイス オブ フォレスト）はTOKYO FM制作でJFN系列にて放送されていた番組。
2012年10月7日放送開始。パーソナリティは高橋万里恵。

## 概要
この番組は、東北の被災地沿岸部に“いのち”を守る森の防潮堤を築くことを目指す「鎮守の森のプロジェクト」をはじめ、全国に広がる植林活動や、森林保護の取り組みにスポットを当てるプログラムである。

## ネット局
放送時間の早い順から記載。全局、「radiko」・「radiko.jpプレミアム」で聴取可能。
| 放送対象地域   | 放送局名                                    | 放送時間             | 備考        |
| -------------- | ------------------------------------------- | -------------------- | ----------- |
| 東京都         | エフエム東京（TOKYO FM）                    | 毎週日曜 5:30 - 5:55 | 製作局      |
| 山形県         | エフエム山形（Rhythm Station）              | 毎週土曜 6:35 - 7:00 |             |
| 新潟県         | エフエムラジオ新潟（FM-NIIGATA）            | 毎週土曜 7:00 - 7:25 | [ 3 ]       |
| 熊本県         | エフエム熊本（FMK）                         | 毎週土曜 9:30 - 9:55 | [ 3 ]       |
| 沖縄県         | エフエム沖縄（FM沖縄）                      | 毎週土曜 9:30 - 9:55 | [ 3 ]       |
| 岐阜県         | エフエム岐阜（FM GIFU）                     | 毎週日曜 5:00 - 5:25 |             |
| 大阪府         | エフエム大阪（FM大阪）                      | 毎週日曜 5:00 - 5:25 | [ 4 ]       |
| 北海道         | エフエム北海道（AIR-G'）                    | 毎週日曜 5:30 - 5:55 |             |
| 岩手県         | エフエム岩手（FM IWATE）                    | 毎週日曜 5:30 - 5:55 | [ 5 ]       |
| 宮城県         | エフエム仙台（Date fm）                     | 毎週日曜 5:30 - 5:55 | [ 6 ]       |
| 愛知県         | エフエム愛知（FM AICHI）                    | 毎週日曜 5:30 - 5:55 | [ 7 ]       |
| 青森県         | エフエム青森（AFB）                         | 毎週日曜 6:00 - 6:25 |             |
| 福岡県         | エフエム福岡（FM FUKUOKA）                  | 毎週日曜 6:00 - 6:25 |             |
| 宮崎県         | エフエム宮崎（JOY FM）                      | 毎週日曜 6:00 - 6:25 | [ 3 ]       |
| 広島県         | 広島エフエム放送（HFM）                     | 毎週日曜 6:30 - 6:54 | [ 6 ] [ 8 ] |
| 愛媛県         | エフエム愛媛（JOEU-FM）                     | 毎週日曜 6:35 - 7:00 |             |
| 福島県         | エフエム福島（ふくしまFM）                  | 毎週日曜 7:00 - 7:25 |             |
| 群馬県         | エフエム群馬（FM GUNMA）                    | 毎週日曜 7:00 - 7:25 | [ 6 ]       |
| 富山県         | 富山エフエム放送（FMとやま）                | 毎週日曜 7:00 - 7:25 |             |
| 石川県         | エフエム石川（HELLO FIVE）                  | 毎週日曜 7:00 - 7:25 |             |
| 静岡県         | 静岡エフエム放送（K-mix）                   | 毎週日曜 7:00 - 7:25 |             |
| 滋賀県         | エフエム滋賀（e-radio）                     | 毎週日曜 7:00 - 7:25 |             |
| 岡山県         | 岡山エフエム放送（FM OKAYAMA）              | 毎週日曜 7:00 - 7:25 |             |
| 山口県         | エフエム山口（FMY）                         | 毎週日曜 7:00 - 7:25 |             |
| 香川県         | エフエム香川（FM香川）                      | 毎週日曜 7:00 - 7:25 |             |
| 高知県         | エフエム高知（Hi-Six）                      | 毎週日曜 7:00 - 7:25 |             |
| 長崎県         | エフエム長崎（FM Nagasaki）                 | 毎週日曜 7:00 - 7:25 | [ 9 ]       |
| 佐賀県         | エフエム佐賀（FMS）                         | 毎週日曜 7:00 - 7:25 |             |
| 大分県         | エフエム大分（Air-Radio FM88）              | 毎週日曜 7:00 - 7:25 |             |
| 鹿児島県       | エフエム鹿児島（μFM）                       | 毎週日曜 7:00 - 7:25 |             |
| 栃木県         | エフエム栃木（RADIO BERRY）                 | 毎週日曜 7:30 - 7:55 |             |
| 兵庫県         | 兵庫エフエム放送（Kiss FM KOBE）            | 毎週日曜 7:30 - 7:55 |             |
| 島根県・鳥取県 | エフエム山陰（V-air）                       | 毎週日曜 7:30 - 7:55 |             |
| 徳島県         | エフエム徳島（FM TOKUSHIMA）                | 毎週日曜 7:30 - 7:55 |             |
| 長野県         | 長野エフエム放送（FM長野）                  | 毎週日曜 8:00 - 8:25 |             |
| 福井県         | 福井エフエム放送（FM FUKUI）                | 毎週日曜 8:30 - 8:55 |             |
| 三重県         | 三重エフエム放送（レディオキューブ FM三重） | 毎週日曜 8:30 - 8:55 |             |
| 秋田県         | エフエム秋田（AFM）                         | 毎週日曜 9:30 - 9:55 |             |